# 김달하
김달하(金達河, 1868년 ~ 1925년 3월 30일)는 일제강점기의 친일반민족행위자이다.

## 생애 및 살해
김달하는 평북 의주에서 태어났다. 김달하는 외아문(통리아문) 주사 출신으로 1906년 관서지방 출신들을 중심으로 서울에서 서우(西友)학회가 조직되자 참여했다. 애국계몽운동 단체인 서북학회 총무를 지냈는데, 안창호, 이갑, 박은식, 이동휘 등이 주도한 서북학회는 기존의 서우학회와 한북흥학회를 통합해 창설했다. 회원은 서북 사람으로 국권 회복을 원하는 2300~2500명이 참여했다.
대한제국이 멸망하자 중국으로 건너가 1913년 조선총독부 밀정이 돼 북경에서 일제 앞잡이 노릇을 했다. 그는 초기 중화민국 총리를 지내기도 한 북양군벌의 거두 단기서의 비서로 있으면서 또 다른 고급 밀정 정운복(초대 서북학회 회장)과 연계해 10여년간 암약하면서 많은 청년들에게 피해를 입히고 있었다. 그는 만주와 중국에 일제 밀정으로 활동하면서 독립운동가와 독립단체에 접근하여 정보를 캐내어 일제에 알려주거나 밀고하고, 이들을 회유하는 반민족 행위를 했다. 김달하는 북경에서 독립운동가들에게 접근하여 수많은 정보를 빼돌려 동지와 민족을 팔아먹고 혁명운동을 파괴하던 인물이다. 심산 김창숙과 우당 이회영 등에 접근하려다 밀정임이 드러났다. 1925년 3월30일 박용만의 귀순공작을 시도한 혐의로 독립운동 단체인 다물단과 의열단 단원들에 의해 처단됐다.
김달하의 살해에는 의열단의 이종희와 이기환, 다물단의 최주영과 이규준이 함께한 것으로 알려져 있다. 김달하가 처단된 직후 동아일보는 “밀정, 필경 피살”(1925년 4월4일)이라는 제목으로 이 사건을 보도했다.일제 치하 항일독립운동가들에게 밀정의 존재는 공개적인 탄압과 토벌 못지않은 실질적 위협이었다. 극한 환경에서 동지조차 믿지 못하고 서로 의심하게 만든다는 점에서 일제 고등경찰보다 더 악랄했다. 항일 독립활동가들에겐 더 큰 증오와 경멸의 대상이었다. 김달하는 북경에서 독립활동가들에게 접근하여 수많은 정보를 빼돌려 동지와 민족을 팔아먹고 혁명운동을 파괴했던 인물이다. 그러다가 의열단 단원들에 의해 비참하게 처단된 것으로 역사는 기록하고 있다.
다물단(단장 황익수)은 친일파와 밀정 등을 처단하거나 독립군자금 모금활동을 하는 등 의열투쟁 단체로 신채호·유자명이 관여한 무정부주의 성향의 조직이었다. 다물단이라는 조직 명칭에는 용감·전진·쾌단 등의 의미와 ‘빼앗긴 것을 되찾는다’는 의미가 담겨 있는데, 1931년 체포된 다물단 단원 이우민의 일제 신문기록에 따르면 “입을 다물고 실행한다”는 의미도 담겨 있었던 것으로 보인다.
최근 KBS에서 "학계의 연구와 토론이 좀 더 필요한 부분"이지만 "학계의 토론과는 별개로 '대중적 관점'에서 분명한 사실"이 존재하며 "역사학계의 진지한 토론과 국가보훈처의 면밀한 서훈 심사도 당연히 필요하겠지만 그와 별도로 언론의 문제 제기"라고 밝힌 방송에 의해 방송된 내용에 의하면 김규흥이 일제에 보낸 편지에서 활동비가 3만엔으로 김규흥보다 많았음이 드러났다. KBS는 2019년 8월 20일 방송된 '시사기획 창' 임시정부수립 100주년 특집밀정 2부작 중 '밀정 2부 - 임시정부를 파괴하라'에서 김규흥의 자료를 공개했다. 그 편지에서는 된 '김달하'도 여러 차례 등장한다.
"김달하와 함께 각지의 독립운동가들을 북경에 모아서 조선으로 돌아가려는 계책을 갖고 있습니다. 활동비로 김달하에게는 3만 엔, 저에게도 2만 엔을 주시길 바랍니다."
밀정 김달하와의 긴밀한 관계를 엿볼 수 있는 대목이다. 이런 활동이 소문났는지, 자신이 의심받고 있다는 이야기까지 함께 전한다.
"상해에 있는 단원들로 인해 때때로 강박 당하고 있습니다. 이런 비밀활동이 드러나 난처한 상황입니다. 그래서 잠시 다른 곳으로 피신합니다."
김규흥의 친필 편지로, 한국에 공개되는 건 처음이다. 1919년 상해 임시정부가 수립되자 일제는 독립운동가를 밀정으로 포섭해 임시정부를 안에서부터 무너뜨리려고 했다. 우쓰노미야 다로 조선군 사령관이 중심 인물이었다. 김규흥과 조선군사령관 우쓰노미야의 이 같은 부적절한 만남은, 우쓰노미야가 남긴 일기를 통해 세상에 알려졌고 그동안 학계에서도 이를 근거로 김규흥의 친일 논란이 있었다.

## 가족 및 동구학원
김달하 후손은 현재 서울에서 동구여중과 동구마케팅고 등을 운영하는 동구학원을 소유하고 있다.
김활란의 언니 애란과 상처한 김달하가 결혼했다. 당시 김달하는 두 번의 상처를 하고 5명의 아들이 있었다. 김달하의 아내가 김활란의 언니 김애란이고, 김달하와 김애란의 사위가 조석봉이다. 조석봉과 김활란은 조카사위와 처이모의 관계다. 조석봉과 부인 김정옥(김달하와 김애란의 딸)의 아들이 조웅이고, 며느리가 최길자이다. 동구마케팅고 초대 설립자 중 한 사람이 김활란인데 이후 그는 이사장도 역임했다. 김활란의 호가 우월(又月)인데, 이 호를 지어준 김달하는 그의 형부(김활란 언니의 남편)이다. 동구학원의 또 다른 설립자이자 초대 교장인 조석봉이 이들의 사위이고, 현 조웅 이사장이 조석봉의 아들이니 조웅은 김달하의 외손자이다.
동구여중과 동구마케팅고 등을 운영하는 동구학원은 우리나라의 전형적인 사학법인이다. 동구마케팅고는 서울특별시 성북구 성북동에 있는 사립 전문계 여자고등학교다. 동구학원을 통해 사립학교를 보면 우리나라 사학의 현실이 보이고, 아울러 교육부의 의견 제출이 얼마나 무책임했는지 알 수 있다. 동구학원은 1942년 조선총독부로부터 설립인가를 받았다. 동구학원의 설립을 주도한 사람은 조석봉과 김활란이다.
조석봉이 36년(1942~1978), 아들 조웅이 27년(1978~2005), 2대가 63년 동안 동구마케팅고 교장을 역임했다. 조석봉의 부인 김정옥은 12년(1969~1981), 조웅의 부인 최길자는 8년(1994~2002) 동안 동구여중 교장을 역임했다. 최길자는 현재 동구학원의 이사장이다. 최초 동구학원의 학교 건물과 부지는 1941년에 미감리교회 조선선교부 유지재단으로부터 무상사용을 승낙받은 것이다. 해방 후 1950년 재단법인의 설립인가 당시에도 이들의 재정 출연금 기여도는 미미하였다고 알려져 있다. 성북동 일대 38,000평의 교지는 적산을 불하받은 것이다. 그럼에도 이들은 사학족벌을 이루고 대를 이어가며 국가 세금으로 학교를 운영하며 온갖 전횡을 저질러 온 것이다.
총독부는 태평양전쟁 발발 직후 조선징병령 시행을 앞둔 1942년에 학교 설립을 인가했다. 그해 대표적인 친일잡지 ‘조광’은 당시의 5개 여학교 교장들을 모아 ‘징병령과 여자교육’이라는 좌담회를 열었다. 조석봉을 비롯한 교장들은 징병제 실시에 맞춰 ‘군국(君國)의 어머니’ 같은 책을 여학생들에게 적극적으로 읽히고, 군인의 아내와 어머니로 여성을 교육할 방법을 모색해야 한다며 의기투합했다.
김활란은 1941년 임전보국단 결전부인대회에서 ‘여성의 무장’, 1942년 싱가포르 공략 대강연회에서는 ‘대동아건설과 우리 준비’라는 주제로 강연했다. 그리고 여러 잡지에 ‘징병제와 반도여성의 각오’, ‘뒷일은 우리가’, ‘남자에 지지 않게 황국 여성으로서 사명을 완수’ 등의 글을 발표하며 조선 민중들에게 일제의 침략 전쟁에 적극 참여할 것을 활발하게 종용하였다.